# Titelkupfer
Ein Titelkupfer ist ein Kupferstich, welcher der Titelseite beigegeben wird und der einen Gegenstand im Buch anschaulich macht oder erklärt. Ist dies der Fall, so kann die Seitenzahl darauf vermerkt werden, wo man diese Stelle im Text findet; ist das Kupfer aber eine bloße Zugabe zur Verzierung des Werkes oder enthält es das Bildnis des Verfassers oder einer andern hohen oder ausgezeichneten Person, so fehlt jede auf das Buch sich beziehende Bemerkung, es ist dann als eine bloße Zugabe zur Auszeichnung des Werkes zu betrachten.
Dasselbe ist auch der Fall mit der Titelvignette, einem eher kleineren Kupferstich auf der Titelseite, der zwischen den Haupttitel und den Namen der Stadt und des Verlegers (Handlungsfirma) etc. zu stehen kommt, also auf der Titelseite selbst steht. Die Vignetten beziehen sich gewöhnlich auf eine Stelle im Werke.
Befindet sich dieser Kupferstich auf der zweiten, dem Titelblatt (Seite 3)  gegenüberliegenden Seite, bezeichnet man ihn als Frontispiz.
Ist die gesamte Titelseite ein Kupferstich, spricht man von gestochenem Titel oder Kupfertitel.
Ein Kupfertitel kann mit reduzierten Angaben zum Titel vor der eigentlichen Titelseite gebunden sein.
Da Buchblöcke bis zur Entstehung der industriellen Buchproduktion meist ungebunden, also ohne Bucheinband verkauft wurden, hatte diese Illustrationen auf der Oberseite des Buchblockes eine werbende Rolle im Verkauf.

## Beispiele

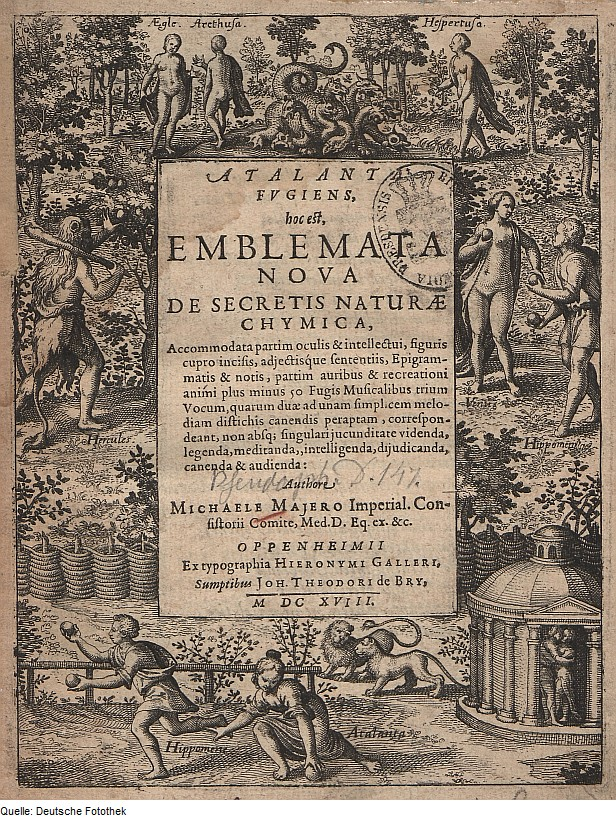
Titelkupfer umrandet die gesetzte Titelei, aus Maier Michael: Atalanta Fvgiens, 1618
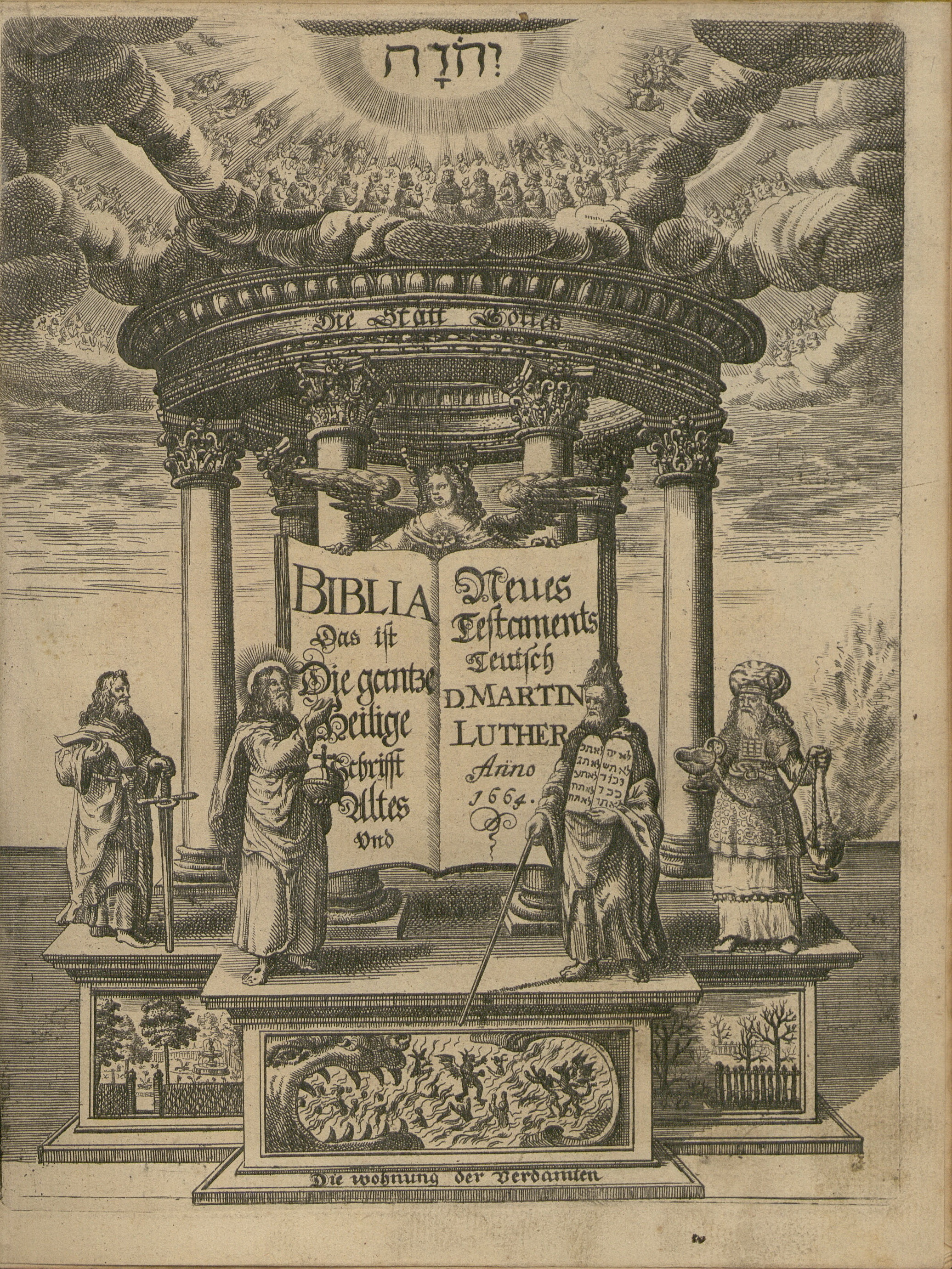
Kupfertitel Titelei der Schleswiger Bibel (1664) vor der Titelseite
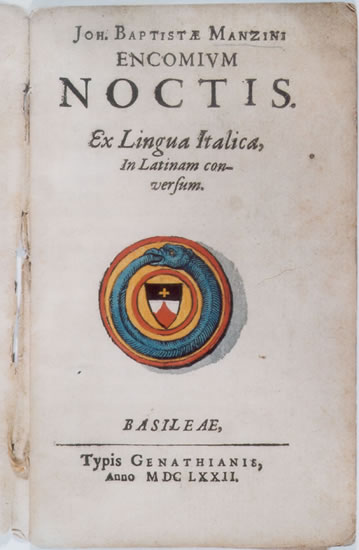
Giovanni Battisti Manzini: Encomium Noctis, Basel 1672, gedruckte und handkolorierte Titelvignette: Wappen Laßbergs